# Långgrundet, Esbo
Långgrundet är öar i Finland. De ligger i Finska viken och i kommunen Esbo i landskapet Nyland, i den södra delen av landet. Öarna ligger omkring 16 kilometer sydväst om Helsingfors.
Arean för den av öarna koordinaterna pekar på är 1,1 hektar och dess största längd är 190 meter i nord-sydlig riktning. Närmaste större samhälle är Helsingfors, 15,1 km nordost om Långgrundet.